# Saltofte
Saltofte er en gammel gård, som nævnes første gang i 1316 som Saltoftegaard. Gården ligger syd for Svebølle i Ubby Sogn, Kalundborg Kommune. Gården anvendes nu til konferencecenter.
Saltofte Gods er på 375 hektar

## Ejere af Saltofte
- (1316-1562) Kronen
- (1562-1577) Johan Friis
- (1577-1664) Kronen
- (1664-1680) Gabriel Marselis
- (1680-1703) Frants Marselis
- (1703-1722) Carl von Ahlefeldt
- (1722-1724) Slægten von Ahlefeldt
- (1724-1729) Christoffer Watkinson
- (1729-1742) John de Thornton
- (1742-1757) Christian Lerche
- (1757-1766) Amalie Magdalene Christiane Caroline Leiningen-Westerburg gift Lerche
- (1766-1798) Georg Flemming Lerche
- (1798-1843) Christian Cornelius Lerche-Lerchenborg
- (1843-1880) Christen Andreas Fonnesbech
- (1880-1907) Karen Sophie Hastrup gift Fonnesbech
- (1907-1913) Orla Fonnesbech-Wulff
- (1913) Henry Emil Fonnesbech-Wulff
- (1913-1945) Poul Boserup
- (1945-1968) Hartvig Boserup
- (1968-1978) Kaja Schmidth gift Boserup
- (1978-) Niels Boserup